# Portscatho
Portscatho är en ort i Storbritannien.   Den ligger i grevskapet Cornwall och riksdelen England, i den södra delen av landet, 400 km väster om huvudstaden London. Portscatho ligger 1 meter över havet och antalet invånare är 1 500.
Terrängen runt Portscatho är platt. Havet är nära Portscatho åt sydost.  Närmaste större samhälle är Falmouth, 7,2 km väster om Portscatho. 